# Berufsbildung 2030
Berufsbildung 2030 ist eine Initiative von Bund, Kantonen und Dachorganisationen der Arbeitswelt in der Schweiz, welche die Veränderungen auf dem Arbeitsmarkt und in der Gesellschaft antizipiert und die Berufsbildung «Fit für die Zukunft» machen will. Federführend ist das Staatssekretariat für Bildung, Forschung und Innovation SBFI.

## Gesetzliche Grundlage
Im Berufsbildungsgesetz, als Rahmengesetz, ist die Berufsbildung als gemeinsame Aufgabe von Bund, Kantonen und Organisationen der Arbeitswelt (OdA) (Sozialpartner, Berufsverbände, andere zuständige Organisationen und andere Anbieter der Berufsbildung) festgehalten (Art. 1. BBG). Mit der Bundesverfassung von 1999 wurde die Bundeskompetenz auf sämtliche Berufsbildungsgänge ausgeweitet. Der Bund fördert subsidiär die Initiative der Kantone und der Organisationen der Arbeitswelt so weit als möglich mit finanziellen und anderen Mitteln (Art. 1 BBG). Der Bund hat die Oberaufsicht über den Vollzug dieses Gesetzes durch die Kantone. Das Staatssekretariat für Bildung, Forschung und Innovation (SBFI) als zuständige Bundesbehörde erlässt die Bildungsverordnungen (Art. 19 Abs. 1 BBG).
Die Kantone organisieren die Berufsbildung vor Ort. Ihnen obliegt der Vollzug des Berufsbildungsgesetzes, soweit nicht dem Bund zugewiesen (Art. 66 BBG). Die kantonalen Berufsbildungsämter als Vollzugsorgane kommen in der Schweizerischen Berufsbildungsämter‐Konferenz (SBBK) zusammen.
Forderungen von Seiten der Geschäftsprüfungskommission (GPK), der Verbundpartnertagung 2016 und der eidgenössischen Berufsbildungskommission (EBBK) führten zur Schaffung des Strategieprozesses «Berufsbildung 2030». Dieser Prozess stützt sich auf Organe, die spezifisch für diesen geschaffen wurden. Von diesen Organen ist nur die Eidgenössische Berufsbildungskommission (EBBK) im Berufsbildungsgesetz vorgesehen (Art. 69 & 70 BBG).

## Finanzierung
Die eidgenössischen Räte haben für die Jahre 2021 bis 2024 rund 28 Milliarden Franken für den Bereich Bildung, Forschung und Innovation (BFI) bewilligt, mit dem Ziel, dass die Schweiz im BFI-Bereich international führend bleiben soll.

## Verbundpartner
Verbundpartner sind neben Bund, Kantonen und der Schweizerischen Berufsbildungsämterkonferenz SBBK, einer Fachkonferenz der EDK, die vier Sozialpartner und Spitzenverbände der Organisation der Arbeitswelt (OdA): der Schweizerische Gewerkschaftsbund, Travail.Suisse, der Schweizerische Arbeitgeberverband SAV und der Schweizerische Gewerbeverband sgv. Diese vier Spitzenverbände der Organisation der Arbeitswelt (OdA) vertreten nicht alle Organisationen der Arbeitswelt. Zum Beispiel ist der Verband Schweizerischer Angestelltenvereine nicht dabei.

## Projekte und Leitbild
Seit 2018, dem Start der Implementierung. wurden von Bund, Kantonen und Organisationen der Arbeitswelt (OdA) rund 30 Projekte (Lebenslanges Lernen, Digitalisierung, Blended Learning, Information und Beratung, Flexibilisierung Bildungsangebote, Bürokratieabbau, Governance, Federführung Bund, Federführung Kantone, Federführung OdA usw.) lanciert und eine Vision mit Leitbild und strategischen Leitlinien erarbeitet.:
- 1.	Berufsbildung befähigt Menschen nachhaltig für den Arbeitsmarkt.
- 2.	Die Berufsbildung vermittelt bedarfsgerechte Kompetenzen.[8]
- 3.	Die Berufsbildung ermöglicht individuelle Bildungswege und Laufbahnentwicklungen.
- 4.	Die Berufsbildung ist horizontal und vertikal durchlässig.
- 5.	Die Berufsbildung ist flexibel.
- 6.	Die Berufsbildung setzt qualitative Massstäbe.
- 7.	Die Berufsbildung ist stets auf dem neuesten Stand.
- 8.	Die Berufsbildung ist national und international anerkannt.
- 9.	Die Berufsbildung ist bekannt und wird verstanden.
- 10.	Die Berufsbildung ist effizient strukturiert und solide finanziert.

Projektverantwortlicher beim SBFI ist der «Wortakrobat» Tommy Durrer.

## Umsetzung, Pilotprojekt KV-Reform 2022, Handlungskompetenzen
Die Umsetzung einzelner Massnahmen erfolgt unter Federführung des zuständigen Verbundpartners. Zum Beispiel ist die Schweizerische Konferenz der kaufmännischen Ausbildungs- und Prüfungsbranchen (SKKAB) Trägerin des Berufs Kauffrau/Kaufmann EFZ. Sie hat die Reform «Kaufleute 2022» lanciert.
Die neuen «Handlungskompetenzen» strukturieren sowohl die Ausbildung als auch das Qualifikationsverfahren und bilden die Grundlage für die Leistungsziele aller Lernorte. Die heute fächerorientierte Ausbildung wird angepasst.
Das Qualifikationsprofil umfasst beispielsweise für den Beruf «Kauffrau/Kaufmann EFZ» folgende Handlungskompetenzbereiche:
- Handeln in agilen Arbeits- und Organisationsformen
- Interagieren in einem vernetzten Arbeitsumfeld
- Koordinieren von unternehmerischen Arbeitsprozessen
- Gestalten von Kunden- und Lieferantenbeziehungen
- Einsetzen von Technologien der digitalen Arbeitswelt

## Systemische Steuerung
Das Steuergremium für die systemische Steuerung (Governance) auf politischer Ebene bildet das «Spitzentreffen der Berufsbildung». Weil es die Spitzen der Verbundpartner vereinigt, wird es als politisch legitimiert betrachtet, um strategische, das Gesamtsystem betreffende Entscheide fällen zu können. Als strategische Steuerungsebene wurde per 1. Januar 2021 die Tripartite Berufsbildungskonferenz TBBK geschaffen. Die TBBK entscheidet über die Aufnahme von Projekten und ist bei Meilensteinen zu konsultieren.
Die Governance stellt sicher, dass die Beteiligten entscheidungsfähig sind und dass ausweichendes Entscheidungsverhalten oder verzögernde Entscheidungsschleifen minimiert sind. Als Arbeitsgremium (Umsetzungs- oder operative Ebene) wird das Spitzentreffen aufgrund seiner Zusammensetzung als ungeeignet angesehen. Aufgrund seiner primär politischen Funktion wird ein jährliches Treffen als genügend erachtet.